# Dacelo gaudichaud
Dacelo gaudichaud là một loài chim trong họ Alcedinidae.